# Amilly, Eure-et-Loir
Amilly är en kommun i departementet Eure-et-Loir i regionen Centre-Val de Loire i norra Frankrike. Kommunen ligger i kantonen Lucé som tillhör arrondissementet Chartres. År 2022 hade Amilly 1 823 invånare.

## Befolkningsutveckling
Antalet invånare i kommunen Amilly
Referens:INSEE